# Zembrzus-Mokry Grunt
Zembrzus-Mokry Grunt est un village de Pologne, situé dans le gmina de Janowo, dans le powiat de Nidzica, dans la voïvodie de Varmie-Mazurie.

## Source
- (en) Cet article est partiellement ou en totalité issu de l’article de Wikipédia en anglais intitulé « Zembrzus-Mokry Grunt » (voir la liste des auteurs).